# Numha

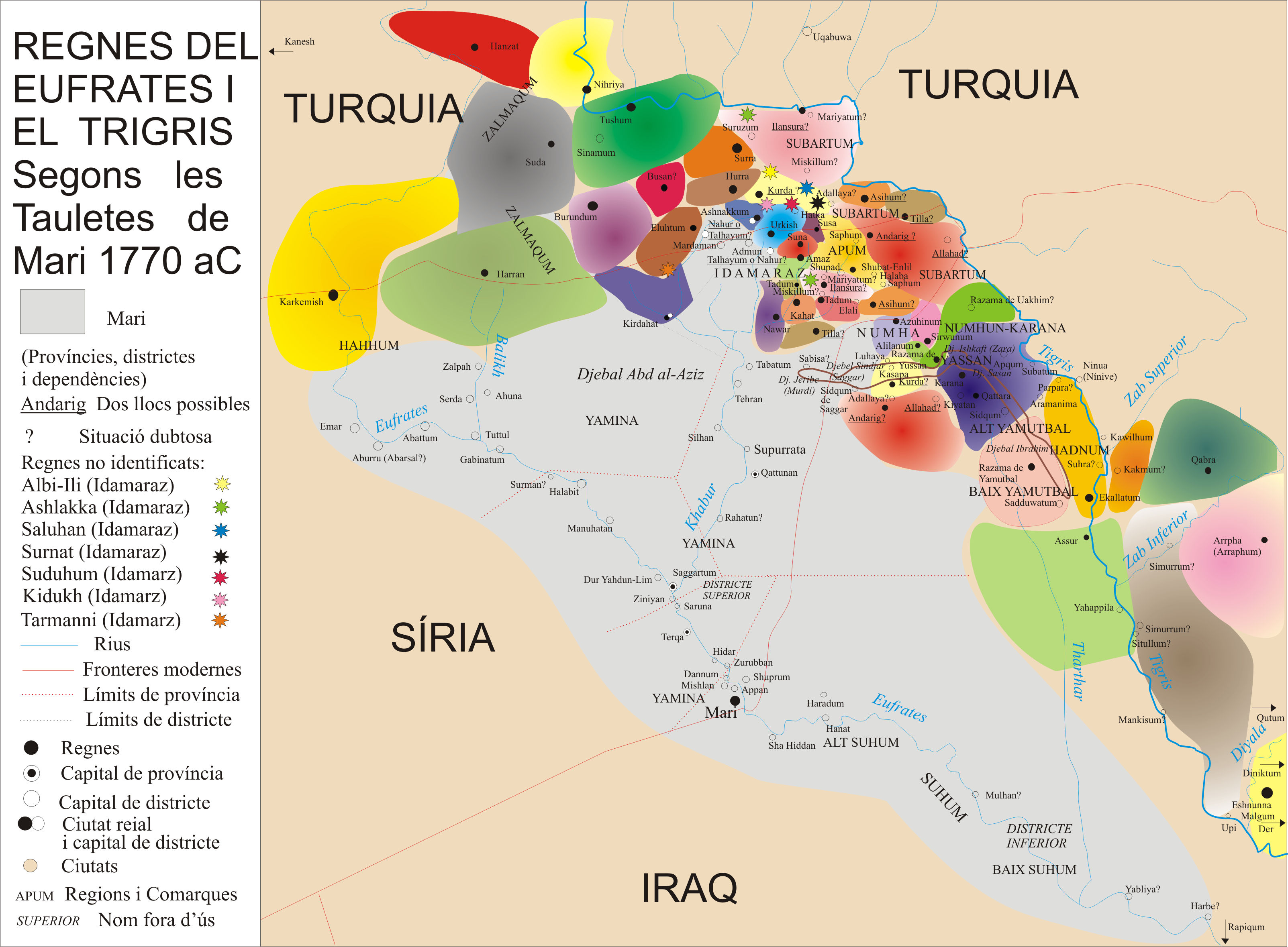
Mapa

Numha o Numaha fou el nom del territori d'una tribu amorrita de l'anomenat arc muntanyós (entre el Khabur i el Tigris). El gentilici era num(a)hayum que es traduiria per numheu. El regne de Karana que incloïa Qattara era anomenat "regne de Karana i de la terra de Numha". Entre les ciutats que estaven situades a la terra de Numha s'esmenten Hamadanum i Asan, properes a Razama (del sud). Una carta de les tauletes de Mari descriu la terra com "adormida" a causa dels molts atacs d'Ekallatum; la tribu dels numheus i la dels yamutbals es van reunir amb Zimrilim per anar junts a una campanya militar.